# Попелевщина
Попелевщина (укр. Попелівщина) — село в Чернетчинской сельской общине Ахтырского района Сумской области Украины.
Код КОАТУУ — 5920389205. Население по переписи 2001 года составляет 80 человек.

## Географическое положение
Село Попелевщина находится на правом берегу реки Ворскла, выше по течению на расстоянии в 1 км расположено село Журавное, ниже по течению на расстоянии в 7 км расположено село Скелька, на противоположном берегу — село Пылевка. Река в этом месте извилистая, образует лиманы, старицы и заболоченные озёра. К селу примыкает лесной массив (дуб).